# Major League Baseball
La Major League Baseball, comunemente nota come MLB, è una lega professionistica di baseball nordamericana e grazie al livello tecnico dei suoi giocatori viene considerato il campionato numero uno al mondo.
È la più vecchia tra le maggiori leghe sportive professionistiche degli Stati Uniti e Canada ed è stata fondata nel 1903 grazie all'unione delle due leghe già esistenti, la National League (fondata nel 1876) e l'American League (fondata nel 1901). È governata dalla "Major League Constitution", un patto stipulato per imporre regole morali alle squadre e ai giocatori che con gli anni ha subito numerose modifiche, le più recenti delle quali sono datate 2012. Esiste un'unica commissione fondata nel 1920 che si occupa di garantire il corretto svolgimento del campionato e di salvaguardare l'immagine della lega; l'attuale commissioner è Rob Manfred. La MLB gestisce anche il campionato delle Minor League e ogni quattro anni organizza il campionato del mondo di baseball (World Baseball Classic).
Le squadre partecipanti sono trenta e ognuna gioca 162 incontri durante la stagione regolare che inizia generalmente la prima domenica di aprile e finisce nel primo weekend di ottobre. I playoff cominciano qualche giorno dopo e si concludono dopo circa un mese con le finali chiamate World Series, che assegnano il titolo.
Prima dell'inizio di ogni campionato, solitamente tra febbraio e marzo, i giocatori e le squadre si preparano al meglio effettuando un allenamento primaverile chiamato spring training nel quale vengono giocate una serie di partite in località dal clima mite.

## Calendario
Le squadre appartenenti al campionato della Major League sono 30 (29 statunitensi e 1 canadese, i Toronto Blue Jays) e sono suddivise in due leghe principali, 15 giocano nella più antica chiamata National League (NL) e 15 nell'American League (AL). Ognuna ha una sua divisione interna chiamata "division" e le squadre sono raggruppate in gruppi da cinque secondo uno schema geografico in East, Central e West (5 NL East, 5 NL Central, 5 NL West, 5 AL East, 5 AL Central, 5 AL West). Nel 2013 la squadra degli Houston Astros è passata dalla NL Central alla AL West e quindi oggi entrambe le leghe hanno 15 squadre con 3 divisioni da 5 team ciascuna.
Fino al 2022 le due leghe avevano regole leggermente diverse, nello specifico nella National League vigeva l'obbligo per i lanciatori di essere anche battitori, e quando due formazioni di leghe opposte si incontravano si usavano le regole della squadra di casa. A partire dalla stagione 2022 le regole furono uniformate e anche nella National League i lanciatori vengono ora sostituiti dal "battitore designato" quando è il loro turno di battuta.
La stagione regolare di ogni squadra è formata da 162 partite, una durata stabilita nel 1961 (dal 1898 al 1960 le gare erano 154). Il calendario delle partite prevede che ogni squadra disputi più partite contro squadre vicine geograficamente alla propria città, ossia della stessa division. Nel 1997 la Major League Baseball introdusse per la prima volta gli "interleague play" ovvero gli scontri fra squadre di leghe diverse.

## Squadre
| Divisione       | Squadra               | Città                     | Stadio                      | Capienza | Fondazione |
| American League |                       |                           |                             |          |            |
| East            | Baltimore Orioles     | Baltimora, Maryland       | Oriole Park at Camden Yards | 45.971   | 1901       |
| East            | Boston Red Sox        | Boston, Massachusetts     | Fenway Park                 | 37.731   | 1901       |
| East            | New York Yankees      | New York, New York        | Yankee Stadium              | 47.309   | 1901       |
| East            | Tampa Bay Rays        | Saint Petersburg, Florida | Tropicana Field             | 34.078   | 1998       |
| East            | Toronto Blue Jays     | Toronto, Ontario          | Rogers Centre               | 49.282   | 1977       |
| Central         | Chicago White Sox     | Chicago, Illinois         | Guaranteed Rate Field       | 41.432   | 1901       |
| Central         | Cleveland Guardians   | Cleveland, Ohio           | Progressive Field           | 35.225   | 1901       |
| Central         | Detroit Tigers        | Detroit, Michigan         | Comerica Park               | 41.681   | 1901       |
| Central         | Kansas City Royals    | Kansas City, Missouri     | Kauffman Stadium            | 37.903   | 1969       |
| Central         | Minnesota Twins       | Minneapolis, Minnesota    | Target Field                | 39.021   | 1901       |
| West            | Houston Astros        | Houston, Texas            | Minute Maid Park            | 42.060   | 1962       |
| West            | Los Angeles Angels    | Anaheim, California       | Angel Stadium of Anaheim    | 45.389   | 1961       |
| West            | Athletics             | Sacramento, California    | Sutter Health Park          | 14.014   | 1901       |
| West            | Seattle Mariners      | Seattle, Washington       | T-Mobile Park               | 47.943   | 1977       |
| West            | Texas Rangers         | Arlington, Texas          | Globe Life Field            | 40.300   | 1961       |
| National League |                       |                           |                             |          |            |
| East            | Atlanta Braves        | Atlanta, Georgia          | Truist Park                 | 41.149   | 1871       |
| East            | Miami Marlins         | Miami, Florida            | LoanDepot Park              | 36.742   | 1993       |
| East            | New York Mets         | New York, New York        | Citi Field                  | 41.922   | 1962       |
| East            | Philadelphia Phillies | Filadelfia, Pennsylvania  | Citizens Bank Park          | 43.651   | 1883       |
| East            | Washington Nationals  | Washington                | Nationals Park              | 41.888   | 1969       |
| Central         | Chicago Cubs          | Chicago, Illinois         | Wrigley Field               | 41.268   | 1874       |
| Central         | Cincinnati Reds       | Cincinnati, Ohio          | Great American Ball Park    | 42.319   | 1882       |
| Central         | Milwaukee Brewers     | Milwaukee, Wisconsin      | American Family Field       | 41.900   | 1969       |
| Central         | Pittsburgh Pirates    | Pittsburgh, Pennsylvania  | PNC Park                    | 38.362   | 1882       |
| Central         | St. Louis Cardinals   | Saint Louis, Missouri     | Busch Stadium               | 46.861   | 1882       |
| West            | Arizona Diamondbacks  | Phoenix, Arizona          | Chase Field                 | 48.633   | 1998       |
| West            | Colorado Rockies      | Denver, Colorado          | Coors Field                 | 50.398   | 1993       |
| West            | Los Angeles Dodgers   | Los Angeles, California   | Dodger Stadium              | 56.000   | 1884       |
| West            | San Diego Padres      | San Diego, California     | Petco Park                  | 40.162   | 1969       |
| West            | San Francisco Giants  | San Francisco, California | Oracle Park                 | 41.915   | 1883       |

## Nomi delle squadre e colori
Nello sport professionistico statunitense esiste una struttura standardizzata e orientata al mercato, evolutasi nel tempo, per nomi e colori delle squadre, incidendo sull'identità delle squadre stesse. Sono coinvolti tre fattori: un designatore geografico, cioè il nome delle città o della regione, un soprannome, e colori rintracciabili nello stemma. Questo approccio è tipico dello sport americano, mentre altrove gli schemi possono essere molto differenti.
La componente geografica è necessaria a differenziare formazioni diverse: ad esempio i New York Rangers, dell'hockey, dai Texas Rangers del baseball; gli Arizona Cardinals del football dai Saint Louis Cardinals del baseball, eccetera.
Originariamente i club atletici dei gentleman erano attori chiave nello sviluppo del baseball organizzato, così i primi team più importanti furono semplicemente chiamati col nome del club stesso: Athletic Club, Mutual Club, Olympic Club, Forest City Club, Kekionga Club, Atlantic Club, Western Club. Dal 1871 con la nascita della National Association le squadre iniziarono a competere non solo con rivali locali ma con altre formazioni del nord-est. Ai nomi dei club furono quindi aggiunti i toponimi: Athletic of Philadelphia, Mutual of New York, Olympic of Washington, Forest City of Cleveland, Kekionga of Fort Wayne, Atlantic of Brooklyn, Western of Keokuk.
Dal 1876, quando si avviò l'attività agonistica della NL, le squadre di baseball non furono più associate direttamente ai club atletici e la maggior parte delle squadre originali venivano chiamate in base ai colori della loro divisa. Ne sono esempi: Boston Red Stockings, Chicago White Stockings, Cincinnati Red Stockings, Hartford Dark Blues, Louisville Grays, St. Louis Brown Stockings. Le formazioni di New York e Filadelfia invece conservarono ancora il tradizionale Mutual e Athletic.
In questo periodo furono inventati ad hoc soprannomi, usati secondo il piacimento di giornalisti sportivi e spettatori. I soprannomi furono associati a particolari città e i tifosi si rivolgevano a loro in quel modo, seppur non legato a prodotti o elementi tipici locali né alle precedenti squadre di quella località.
All'inizio del XX secolo i soprannomi cominciarono a divenire più importanti, a livello societario ma anche di marketing. A volte accadde che una squadra cambiasse il proprio nome o ne adottasse uno ufficiale che si sovrapponesse a quello passato. Un esempio sono i Boston Braves, che prima di assumere questa denominazione avevano molti soprannomi. Spesso i nomi vennero cambiati per lo scarso successo fra stampa e pubblico. Gli originali Washington Senators si chiamavano "Washington Nationals" e questo fu il nome ufficiale per decenni; poi però Senators, nickname già usato da tempo, prese il sopravvento a fine anni 1950.
Al contrario i Brooklyn Dodgers iniziarono adottando il vecchio nome "Atlantic", per passare ad essere i "Bridegrooms" prima e i "Trolley Dodgers" poi; la trasformazione continuò in "Superbas", "Robins" (per il nome del manager Wilbert Robinson). In questa girandola di nomi il soprannome "Dodgers" però persistette fino agli anni 1930 quando finalmente fu adottato, venendo scritto sulle maglie della squadra. Nel 1958 la squadra si trasferì in California diventando Los Angeles Dodgers.
Un esempio di cambio di nome per ragioni commerciali è quello degli Houston Colt .45, che nel 1965 divennero Houston Astros, quando la città divenne il simbolo della corsa allo spazio, essendo sede del centro di controllo delle missioni NASA.
I colori sociali sono talvolta legati al nome della società e in certe occasioni sono cambiati per motivi di marketing. Un esempio accadde nel 1963 quando il presidente Charles O. Finley cambiò i colori dei Kansas City Athletics dal tradizionale bianco-grigio con strisce blu e rosse ad un giallo-bianco-oro, in concomitanza con l'avvento della televisione a colori.

## Uniformi

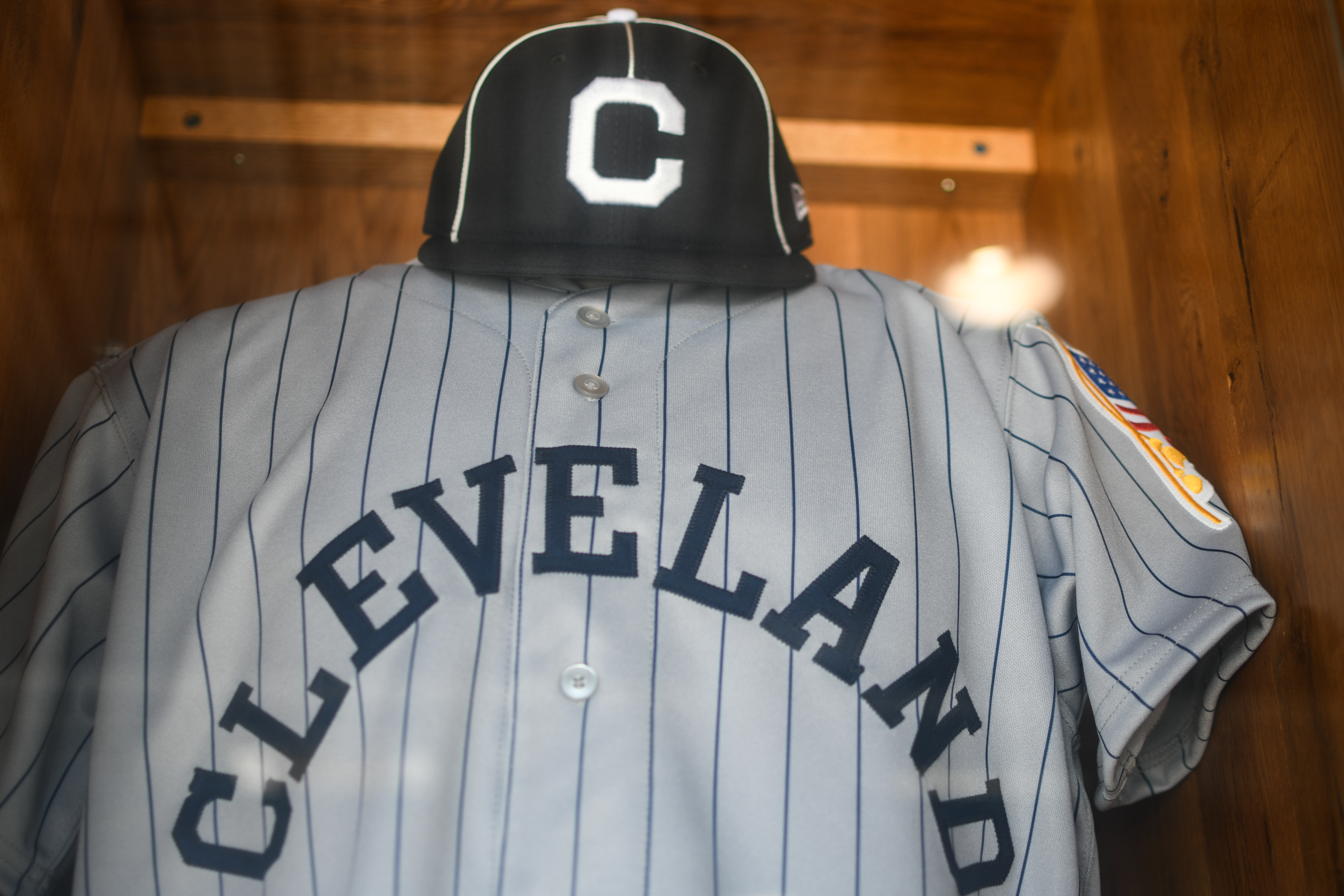
Cleveland Indians uniforme

Attualmente le regole ufficiali della MLB prevedono che tutti i giocatori della stessa squadra indossino uniformi di ugual colore e stile consistenti in un cappellino con visiera, una camicia piuttosto larga per agevolare i movimenti, pantaloni lunghi e scarpe con tacchetti. Durante i primi anni della lega questo non accadeva infatti le squadre erano distinte solamente in base al colore di una parte dell'abbigliamento, per esempio i Cincinnati Red Stockings divennero famosi grazie al fatto che tutti i giocatori indossassero calzettoni rossi e nel 1876 i giocatori dei Chicago White Stockings indossavano cappelli con colori differenti. A partire dal 1882 la National League assegnò un colore distintivo per ogni team ad esempio il rosso per Boston, il bianco per Chicago, il grigio per Buffalo e così via.
Tradizionalmente le squadre che giocavano in casa indossavano uniformi prevalentemente bianche e quando giocavano in trasferta predominava il grigio, seppur con cuciture e strisce che riprendevano i colori societari. Queste convenzioni sono nate oltre che per distinguere le squadre sul campo di gioco, anche per il fatto che non era semplice lavare continuamente le divise soprattutto quando un team giocava parecchie partite di seguito in trasferta; il grigio permetteva di nascondere lo sporco che si accumulava durante ogni partita e questa tradizione è durata nel tempo nonostante la diffusione dei lavaggi automatici. Dagli anni settanta in poi, con l'avvento delle fibre sintetiche, le squadre inserirono molto di più i colori nelle uniformi e a partire dagli anni novanta il marketing delle squadre della MLB si fece sempre più intenso tramite la vendita al pubblico di cappellini e magliette. Questi fatti hanno portato la lega a creare una vasta gamma di uniformi per ogni team che al giorno d'oggi non hanno più una sola tenuta di casa e una da trasferta, ma possono scegliere tra diverse combinazioni, ad esempio esistono divise da riscaldamento, da precampionato, divise della domenica, da amichevole e infine durante il campionato si giocano partite chiamate "Turn Back the Clock Day" o "Throwback Games" in cui le squadre indossano le loro divise storiche e più significative.
George Carlin, famoso comico e attore statunitense, durante il suo spettacolo chiamato "Baseball & Football" osservava che nel baseball, a differenza che nel football, l'allenatore deve indossare la stessa uniforme dei giocatori anche se questo non accadeva durante i primi anni della lega. Era frequente vedere allenatori seduti in panchina vestiti in modo formale ma con il passare degli anni, soprattutto quando ex giocatori andavano a ricoprire il ruolo di allenatore, si è vista nascere la moda di continuare a vestire l'uniforme della squadra anche in panchina e questa particolarità è esplosa negli anni quaranta. Oggi è diventata una regola non scritta e tutti gli allenatori presenti sul campo (capo allenatore, suggeritori sulle basi e coach dei lanciatori) indossano la stessa uniforme dei giocatori.
Dal 2020 è presente come sponsor tecnico delle divise per la Major League l'azienda statunitense Nike, che detta all'azienda Fanatics, che materialmente fornisce le divise, come realizzarle.
Le regole ufficiali prevedono che:
- I giocatori della stessa squadra devono indossare uniformi identiche e ognuno deve avere un numero diverso sulla schiena per il riconoscimento
- Sul retro possono esserci scritti i nomi dei giocatori (anche se non obbligatori) e ogni scritta supplementare deve essere approvata dal presidente di Lega
- Se l'abbigliamento sottostante è visibile (scaldamuscoli, tutori, maglie traspiranti...) tutti i giocatori di una squadra devono averlo dello stesso colore
- Non devono essere presenti annunci pubblicitari su qualsiasi parte della divisa tranne in uno spazio sulle maniche; questa regola è stata aggiunta dalla stagione 2023
- Le maniche possono avere lunghezza differente per ogni braccio ma la differenza dev'essere minima e non devono essere ripiegate o rovinate in alcun modo
- Deve esserci un'uniforme bianca per le partite casalinghe e una di color grigio per le trasferte (spesso sostituita con una di colore scuro dei colori societari).
- Non ci deve essere nulla che richiami l'immagine della pallina da baseball. Parecchie squadre hanno inserito nel proprio logo forme di palline o del campo di gioco ma sono talmente piccole o coperte, camuffate con altri simboli o con il nome della squadra che vengono tollerate dalla lega.

## Struttura della stagione

### All-Star Game
Agli inizi di luglio la stagione raggiunge la metà e viene interrotta per tre giorni, durante i quali si disputa il Major League Baseball All-Star Game. La partita si disputa tra i migliori giocatori della National League e della American League, in uno stadio scelto anno per anno delle leghe. A guidare le due selezioni sono i due coach che si sono affrontati l'anno prima nelle World Series, i quali hanno anche il compito di convocare i lanciatori, scegliendoli fra le varie squadre. Oltre alla "partita delle stelle" il programma comprende altre esibizioni, come l'Home run derby, molto apprezzato dai tifosi.
La kermesse ha avuto la sua prima edizione nel 1933 e si è disputata con continuità, con l'unica eccezione del 1945 a causa del conflitto mondiale. Fino all'edizione del 2002 si è trattato di una mera esibizione, senza nulla di concreto in palio. Proprio quella sfida tuttavia finì in parità, dopo 11 inning, per carenza di lanciatori, esito molto criticato dal pubblico. Come risposta nel 2003 e 2004 venne tentata una nuova formula per incentivare i giocatori: la squadra vincitrice della partita avrebbe avuto il beneficio del vantaggio di campo nelle World Series, superando così la precedente alternanza fra AL e NL. Per il successo riscosso tale regola è stata poi adottata a tempo indeterminato.
Dal 1970 sono i fan a determinare i partecipanti all'All Star game, indicando con apposite votazioni i preferiti per ognuna delle otto posizioni della formazione iniziale (esclusi i lanciatori); il voto avviene su cartoncini prestampati, con uno spazio riservato per i voti scritti. Il voto dei fan totale è stato abolito dal 1957 dopo uno scandalo avvenuto a Cincinnati: un giornale locale con schede preparate appositamente riuscì a far giocare titolari sette giocatori della città sugli otto totali. Nel 1970 fu ripristinato il voto e da qualche anno si può partecipare anche via Internet.
Per gli altri giocatori delle formazioni sono state usate diverse formule. Per un lungo numero di anni vennero scelti dagli allenatori delle due selezioni. Nel 2004 però la MLB ha istituito un sistema di voto per cui alcuni sono scelti dal voto fra giocatori della lega e altri dall'allenatore dopo essersi consultato con l'ufficio del commissioner. Inoltre ogni squadra deve essere rappresentata da almeno un giocatore, in modo da aumentare l'interesse dell'All-Star Game fra i tifosi.

### Post-season
| Squadra               | Vittorie | Sconfitte | Presenze |
| --------------------- | -------- | --------- | -------- |
| New York Yankees      | 27       | 13        | 40       |
| Saint Louis Cardinals | 11       | 8         | 19       |
| Oakland Athletics     | 9        | 5         | 14       |
| Boston Red Sox        | 9        | 4         | 13       |
| Los Angeles Dodgers   | 8        | 14        | 22       |
| San Francisco Giants. | 8        | 12        | 20       |
| Cincinnati Reds       | 5        | 4         | 9        |
| Pittsburgh Pirates    | 5        | 2         | 7        |
| Detroit Tigers        | 4        | 7         | 11       |
| Atlanta Braves        | 4        | 6         | 10       |
| Chicago Cubs          | 3        | 8         | 11       |
| Baltimore Orioles     | 3        | 4         | 7        |
| Minnesota Twins       | 3        | 3         | 6        |
| Chicago White Sox     | 3        | 2         | 5        |
| Philadelphia Phillies | 2        | 5         | 7        |
| Cleveland Guardians   | 2        | 4         | 6        |
| Houston Astros        | 2        | 3         | 5        |
| New York Mets         | 2        | 3         | 5        |
| Kansas City Royals    | 2        | 2         | 4        |
| Toronto Blue Jays     | 2        | 0         | 2        |
| Miami Marlins         | 2        | 0         | 2        |
| Texas Rangers         | 1        | 2         | 3        |
| Arizona Diamondbacks  | 1        | 1         | 2        |
| Los Angeles Angels    | 1        | 0         | 1        |
| Washington Nationals  | 1        | 0         | 1        |

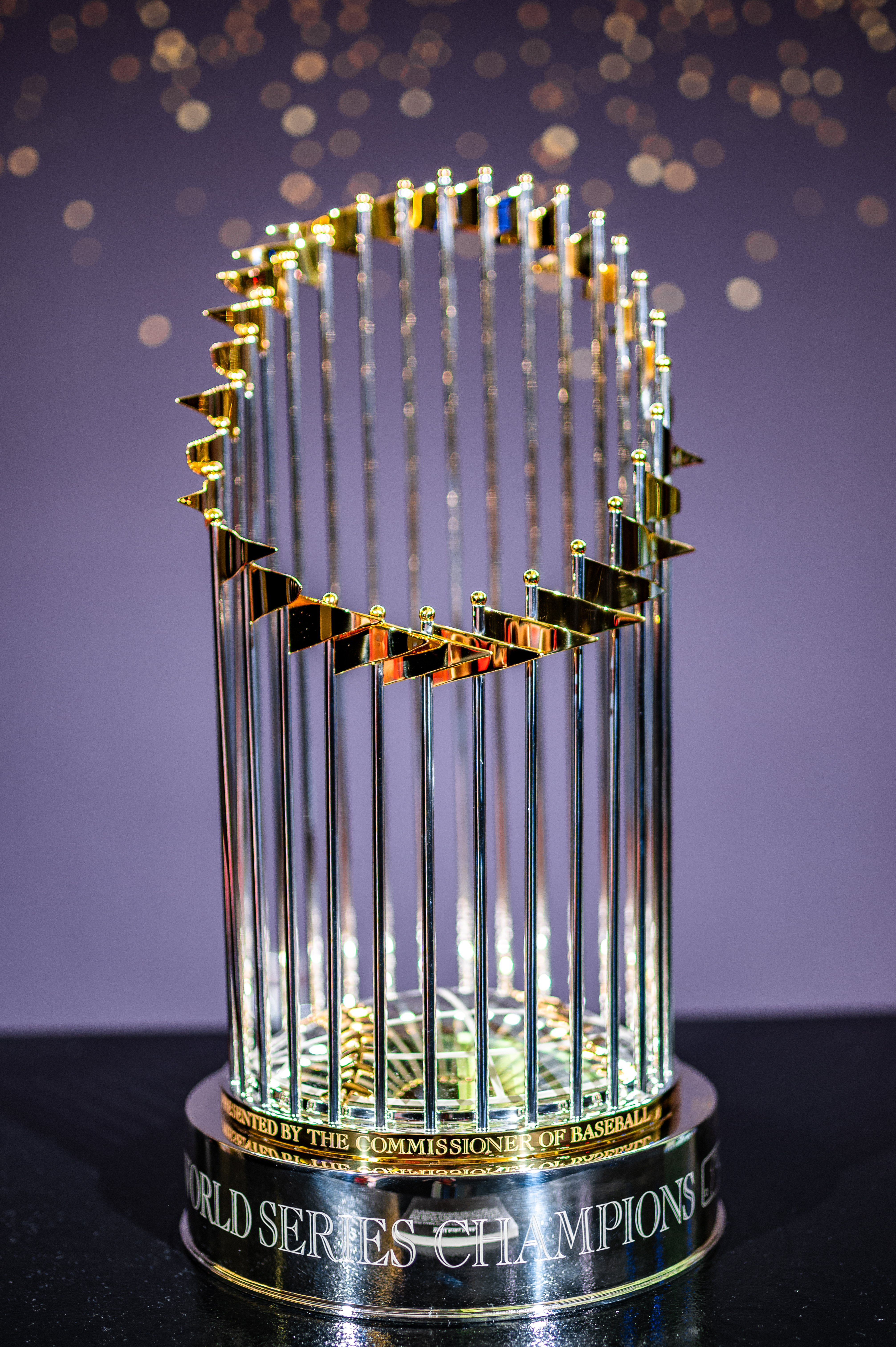
Il Commissioner's Trophy viene assegnato ogni anno alla squadra vincitrice delle World Series, la serie di campionati della lega che conclude la postseason.

Le regole di accesso alla post-season, cioè quella porzione della stagione durante la quale si disputano confronti ad eliminazione diretta per guadagnare il diritto di accedere alle World Series che mettono in palio titolo di campione, sono state modificate più volte nel corso degli anni. Dal 1995 al 2011 le regole in vigore prevedevano che, alla fine della stagione, si qualificassero per i playoff in ciascuna lega i tre campioni di division insieme alla squadra (la "Wild Card") con il miglior punteggio fra le rimanenti. Nel 2012 si decise che per ottenere la Wild Card fosse necessario superare un turno preliminare di playoff ad eliminazione diretta tra le due migliori squadre non vincitrici di division. Nel 2020, una stagione iniziata molto in ritardo e ridotta a causa dalla pandemia, la formula fu cambiata, aggiungendo wild card e portando il totale di squadre nei playoff a 16. Nel 2021 si tornò alla formula a dieci squadre.
Nel 2022 fu adottato un nuovo formato esteso e permanente, con 12 squadre, sei per lega. Si qualificano le vincitrici di division più le migliori tre di ogni lega non vincitrici. La post-season prosegue articolata in quattro turni:
- il turno wild card, che vede affrontarsi in ogni lega le tre squadre non vincitrici di divisione e la peggiore vincitrice di divisione. Le due squadre migliori vincitrici invece hanno un turno di riposo (bye) e accedono al turno successivo. Le serie sono al meglio di tre partite.
- due serie ALDS (American League Division Series) e due serie NLDS (National League Division Series), ogni serie al meglio delle cinque partite fra le quattro rimanenti di ogni lega.
- ALCS (American League Championship Series) e NLCS (National League Championship Series), ogni serie al meglio delle sette partite fra le qualificate delle Division Series. La Championship Series assegna il titolo di campione di lega, rappresentato da una tipica bandiera di forma triangolare (il pennant).
- World Series, serie al meglio delle sette partite tra i campioni delle due leghe. La vittoria nella serie assegna il titolo di campioni del mondo.

## Politica anti-doping
Nella storia della Major League Baseball i test antidoping sono stati sempre ben poco considerati. Tuttavia, dopo lo scandalo BALCO sull'uso di steroidi, che ha messo in risalto come molti dei migliori giocatori di baseball usassero droghe per migliorare le proprie prestazioni, la MLB ha deciso di punire più severamente i colpevoli e attuare controlli più severi. La politica è stata accettata da atleti e manager ed è entrata in vigore nel 2005.
Dopo la prima positività si è sospesi 10 partite, alla seconda 30 incontri, alla terza 60, alla quarta un anno, alla quinta la punizione è a discrezione del commissioner. I giocatori sono testati almeno una volta all'anno, ma molti sono controllati diverse volte. Questo programma rimpiazza quello precedente, con il quale nessuno era stato sospeso nel 2004. Con questa politica, istituita nel 2002, una prima positività avrebbe comportato solo un trattamento per l'atleta, senza rendere pubblico il suo nome.
Quindi nel novembre 2005 proprietari e giocatori approvarono persino regole più severe per i positivi all'antidoping rispetto a quelle appena accettate. Sotto le nuove norme una prima positività comporta una sospensione di 50 partite, una seconda 100, una terza squalifica a vita dalla MLB. Questa politica porta finalmente la MLB vicina alle regole internazionali, da cui si era tenuta a lungo a distanza. Proprio questa riluttanza a adeguarsi nella lotta al doping è stata una delle cause per cui il baseball è stato escluso dal programma olimpico a partire dal 2012.
Il 30 marzo 2006 Bud Selig ha lanciato un'inchiesta sull'uso di steroidi da parte di giocatori come Barry Bonds, Jason Giambi, Tom Moglia e Gary Sheffield, sulla scia di polemiche lanciate da libri come Game of Shadows.
Il 13 dicembre 2007 è uscito il Rapporto Mitchell, stilato dall'ex senatore statunitense Mitchell. Ben 89 giocatori professionisti della Major League Baseball sono stati citati in questo resoconto. Essi sono stati accusati per uso di steroidi o droghe. Tra i tanti nomi citati spiccano quelli di Barry Bonds, fresco vincitore del titolo di Fuoricampo, Roger Clemens, Andy Petitte, Miguel Tejada, Eric Gagne e Alexander Rodriguez.

## Trasmissione in televisione e altri mezzi

### Politiche di oscuramento
La Major League Baseball ha numerose regole di oscuramento delle dirette televisive, applicate in base a due criteri:
- Un'emittente locale ha la priorità a trasmettere partite della squadra della propria area rispetto alle emittenti nazionali. Per esempio la TBS manda in onda molte partite degli Atlanta Braves negli USA e in Canada. Fox Sports Net (FSN) mostra partite anche in molte altre aree. Se i Braves giocano un incontro che FSN o un'altra emittente locale trasmette, TBS sarà "oscurata" per la durata dell'incontro per chiunque nel codice postale dell'area della squadra che gioca contro i Braves. L'area di una squadra che gioca in una partita infrasettimanale su ESPN o ESPN2 ed è mostrata su una TV locale, vedrà ESPNEWS o, in passato, un'altra partita in onda su ESPN o ESPN2 alla stessa ora (se ESPN o ESPN2 opera una copertura regionale delle trasmissioni e se effettua una scelta degli incontri), o sarà soggetta ad un'altra programmazione. La trasmissione via Internet è caratterizzata dalle stesse regole.
- La Fox ha determinati diritti sulle partite del sabato ed ESPN ha gli stessi su quelle notturne della domenica. Le emittenti non possono mostrare partite delle proprie aree, indipendentemente dal fatto che la partita sia in casa o in trasferta, se la partita stessa ha un certo orario di inizio (generalmente non vi sono altre partite previste in quei momenti). Questo, almeno teoricamente, avviene per fare in modo che il pubblico veda le partite non locali su ESPN o su FOX.[24]

Ogni punto degli Stati Uniti continentali, eccetto alcune zone isolate, rientra in almeno un'area di oscuramento per una certa squadra. Alcune zone geografiche fanno parte di due o più aree. L'area di una squadra è generalmente costituita dalla città della squadra e dalle sue immediata vicinanze, ma anche qui ci sono eccezioni.

## MLB in televisione in Italia
A partire dal 2008 e fino all'estate 2013 la Major League Baseball è stata trasmessa con commento originale in inglese sulla pay TV Sky Italia su ESPN America. Fino al 2012 veniva anche trasmessa con commenti in italiano da parte di Elio e Faso (membri della band Elio e le Storie Tese) insieme a Pietro Colnago su Sky Sport. Inoltre settimanalmente per una parte della stagione e per tutta la stagione Regular Season e Post Season dal 2008 viene trasmesso un match MLB in sintesi di un'ora circa (solitamente il Sunday Night Baseball o il Monday Night Baseball) su un circuito di più di 20 TV locali italiane con commento in italiano. Dalle World Series 2013 la MLB torna ad essere trasmessa con commento in lingua italiana su Sky Sport, grazie a una partnership con Fox International Channels, per poi essere trasmessa su Fox Sports dalla stagione 2014 fino al 30 giugno 2018, giorno in cui il canale italiano ha cessato di esistere. Dal luglio 2018 è DAZN a trasmettere in esclusiva la Major League Baseball, con l'aggiunta del feed di MLB Network e delle partite trasmesse da questo canale a quelle proposte in diretta dalla piattaforma streaming. Dal 2020 la MLB torna su Sky Sport, con almeno due partite a settimana. I telecronisti sono Pietro Nicolodi, Michele Gallerani, Danilo Freri e Roberto Gotta.